# ProDOS
Ne doit pas être confondu avec DOS ou Apple DOS.
ProDOS était un système d'exploitation pour les ordinateurs de la gamme Apple II. 
ProDOS est sorti en 1983, il existait en deux versions : ProDOS 8 pour les Apple II 8 bits, et ProDOS 16 pour les Apple IIGS. 
ProDOS dont le nom signifie « Professional Disk Operating System » était prévu pour être le remplaçant du système DOS 3.3, et le système d'exploitation des Apple III.